# Ralph Henry Carless Davis
Ralph Henry Carless Davis (7 octobre 1918 - 12 mars 1991), toujours connu publiquement comme R.H.C. Davis, est un historien britannique spécialisé dans le Moyen Âge européen. Il est un chef de file de l'analyse documentaire et de l'interprétation stricte, et s'est montré vivement intéressé par l'architecture et l'art dans l'histoire. 